# さくら通り (浦安市)
さくら通り（さくらどおり）は千葉県浦安市にある道路のことであり、春には街路樹として植えられた桜が満開になる。

## 概要
さくら通りは高州1丁目〜堀江4丁目までの区間である。

## 周辺の公共施設
- 境川公園
- 総合福祉センター
- 東野児童センター
- 浦安市立富岡中学校
- 浦安市立富岡小学校

## バス路線
- 東京べイシティ交通
- 4系統、5系統、6系統、8系統、9系統、12系統
- おさんぽバス
- じゅんかい線（つつじルート、いちょうルート）、舞浜線